# 1124 в Україні
1124 в Україні — це перелік головних подій, що відбулись у 1124 році на території сучасних українських земель. Також подано список відомих осіб, що народилися та померли в 1124 році. Крім того, зібрано список пам'ятних дат та ювілеїв 1124 року.

## Події
- Після смерті Володара Ростиславича у Звенигороді став княжити Володимирко Володарович, у Перемишлі Ростислав Володарович.
- Поділ Галичини між князями Васильковичами, з роду Василька Ростиславича, та Володаревичами.

## Особи

### Померли
- 28 лютого — Василько Ростиславич[1]) — теребовлянський князь, разом з братами Рюриком та Володарем — один із засновників незалежного Галицького князівства. (нар.. бл. 1066).
- 19 березня — Волода́р Ростиславич — князь звенигородський (1085—1124) та перемиський (1092—1124) з династії Рюриковичів. Разом з братами Рюриком та Васильком — один із засновників незалежного Галицького князівства.

## Пам'ятні дати та ювілеї
- 250 років з часу (874 рік):
  - другого походу князя Аскольда до Константинополя: було укладено мирну русько-грецьку угоду без облоги столиці Візантійської імперії[2][3]
- 100 років з часу (1024 рік):
  - жовтень — Листвинської битви між найманцями-варягами великого князя київського Ярослава Мудрого та чернігівсько-тмутороканською дружиною його брата князя Мстислава Володимировича Хороброго в якій переміг Мстислав та зберіг владу в Чернігівських землях[4].
- 25 років з часу (1099 рік):
- битви в урочищі Рожне Поле (поблизу нинішнього міста Золочева Львівської області) в ході міжусобної війни на Русі в 1097—1100 роках, коли об'єднана галицька дружина Володаря та Василька Ростиславичів здобула перемогу над військом київського князя Святополка Ізяславича, поклавши край претензіям Києва на галицькі землі[5].

### Міст, установ та організацій
- 225 років з часу (899 рік):
  - заснування поселення Лтава, відомого зараз як місто Полтава[6][7]

### Видатних особистостей

#### Народження
- 100 років з часу (1024 рік):

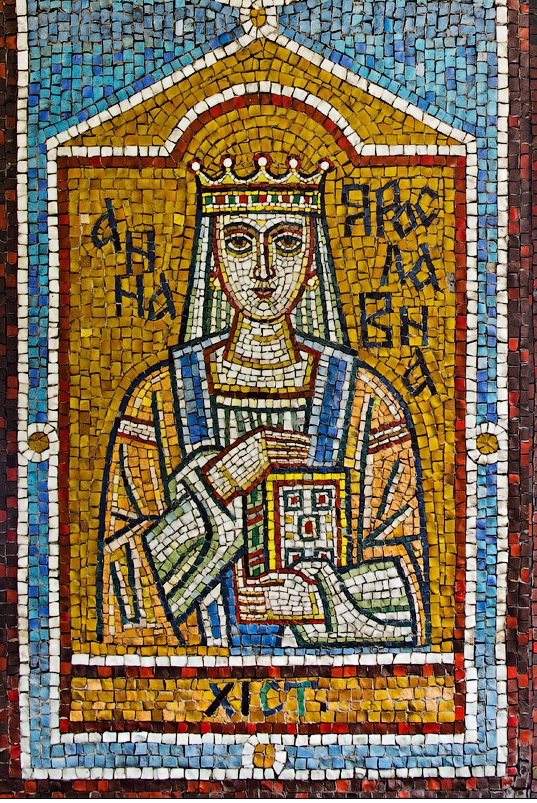
донька князя Ярослава Мудрого Анна Ярославна (1024—1079)

  - народження Анни Ярославни — королеви Франції (1051—1060 рр.); доньки князя Ярослава Мудрого і шведської принцеси Інгігерди, другої дружини французького короля Генріха I Капета. (пом.. 1079)[8].
  - народження Ізясла́ва Яросла́вича — Великого князя київського (1054—1068, 1069—1073, 1077—1078)[9]. Зять польського короля Мешка ІІ (з 1043)[9]. (пом.. 1078).
- 50 років з часу (1074 рік):
  - народження Анастасі́ї Яропо́лківни[10]) — доньки волинського князя Ярополка Ізяславича й Кунігунди фон Орламюнде, дружини мінського князя Гліба Всеславича. (пом.. 1158).

#### Смерті
- 75 років з часу (1049 рік):
  - смерті Феопемпта — Митрополита Київського і всієї Русі.
- 50 років з часу (1074 рік):

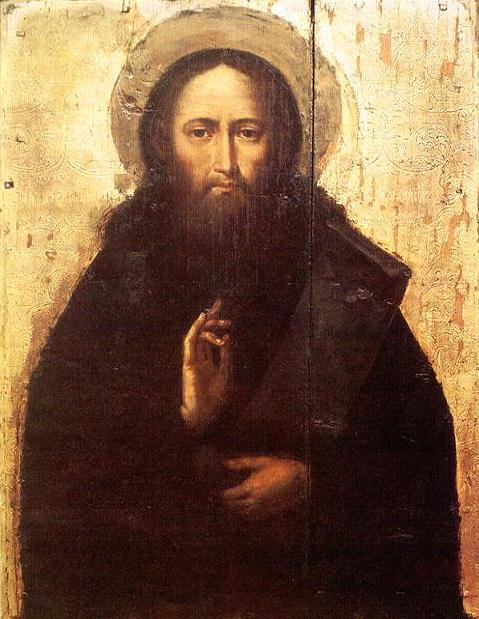
Ікона Феодосія Печерського

- - смерті Анастасії Ярославни — королеви Угорщини (1046—1061 рр.), дружини короля Андрія I; донька Ярослава Мудрого та Інгігерди. (нар.. 1023).
  - 3 травня — смерті Феодосія Печерського — ігумена Києво-Печерського монастиря, одного з основоположників чернецтва на Русі. (нар.. бл. 1009).
- 25 років з часу (1099 рік):
- 12 червня — Мстислава (Мстиславця) Святополковича — князя володимирського, ймовірно старшого сина Великого князя київського Святополка Ізяславича"[11].